# Corte d'appello
La corte di appello (o tribunale  di appello), in molti ordinamenti giuridici, è un organo giurisdizionale competente a decidere sulle impugnazioni delle sentenze.

## Struttura
La corte di appello è, per lo più, giudice collegiale; può essere articolata in più "sezioni", "camere" o simili. Vi può essere un'unica corte o una pluralità di corti, ciascuna competente per una circoscrizione territoriale (ad esempio, in Italia vi sono 26 distretti di Corte di Appello); è unica laddove è giudice di ultima istanza. Possono anche esserci corti di appello speciali, con competenza limitata a determinate materie: si pensi alle corti di appello amministrative francesi o alla Corte militare di appello italiana. La corte di assise di appello, presente in alcuni ordinamenti, quali Francia e Italia, è giudice di secondo grado rispetto alla corte di assise.

## Caratteristiche e funzioni
Spesso la corte di appello è giudice di secondo grado, chiamato a giudicare a seguito dell'impugnazione della sentenza pronunciata dal giudice di prima istanza, e la sua decisione può essere a sua volta impugnata davanti alla corte suprema o di cassazione, quale giudice di ultima istanza. In alcuni ordinamenti di common law, però, la court of appeal (o court of appeals) è giudice di ultima istanza e, in tal caso, la denominazione di supreme court può essere attribuita ad un organo giurisdizionale di grado inferiore (così nello Stato di New York, mentre Texas e Oklahoma hanno un giudice di ultima istanza civile, la supreme court, e uno penale, la court of criminal appeals).
Negli ordinamenti di civil law la corte di appello è generalmente un giudice di merito, in quanto decide su tutti gli aspetti della causa, tanto sulle questioni di fatto quanto su quelle di diritto, confermando la pronuncia impugnata o sostituendola con la propria. Negli ordinamenti di common law, invece, i giudici dell'impugnazione hanno limitate possibilità di rivedere le questioni di fatto decise con la pronuncia impugnata, sicché sono essenzialmente giudici di legittimità. Anche negli ordinamenti degli stati comunisti l'impugnazione tende ad essere limitata ad un controllo di sola legittimità della sentenza impugnata.
Oltre a giudicare sulle impugnazioni, la corte di appello può essere eccezionalmente competente quale giudice di prima istanza per particolari materie.

## Corti d'appello statali
- Corte d'appello (Città del Vaticano)
- Corte d'appello (Inghilterra e Galles)
- Corte d'appello (Italia)
- Corte d'appello del Minnesota
- Corte d'appello del Texas